# Pseudicius braunsi
Pseudicius braunsi là một loài nhện trong họ Salticidae.
Loài này thuộc chi Pseudicius. Pseudicius braunsi được Elizabeth Maria Gifford Peckham & George William Peckham miêu tả năm 1903.